# Cnx.org

cnx.org는 이전에 Connexions라고 불렸던 OpenStax CNX를 가리킨다. OpenStax CNX는 자원 봉사자가 제공하는 교육 콘텐츠의 글로벌 저장소이다. 오픈 소스 플랫폼은 라이스 대학교(Rice University)에 기반을 둔 오픈스택스(OpenStax)에서 제공하고 유지 관리한다. 콘텐츠 및 라이브러리 컬렉션은 무료로 열람 및 제공되며 리믹스 및 편집이 가능하고 다양한 디지털 형식으로도 다운로드할 수 있다.

## 같이 보기
- 칸 아카데미